# Arig Bek
Arig Bek, o Arik Böke (tartaro: Ариг бөх, pron. Arig Bek; mongolo Аригбөх, Arigbôh; ... – 1266), è stato un condottiero e generale mongolo.

## Biografia
Era figlio di Tolui e fratello di Munke, Hulagu e Kublai.
Nel 1259 alla morte del Gran Khan Munke, suo fratello maggiore, si trovava a comandare la maggior parte delle forze centroasiatiche dell'Impero mentre il fratello Kublai era impegnato sul fronte cinese in opposizione alla dinastia Song.
Con questi presupposti fu eletto all'unanimità dei suoi generali al Kuriltai, indetto presso Karakorum per la successione. Anche il fratello Kublai interruppe la sua campagna militare per indire il Kuriltai in terra nativa mongola che si svolse contemporaneamente a quello del fratello e con esiti opposti lo elesse Gran Khan. La questione ebbe termine nel 1264 quando Kublai ebbe la meglio e imprigionò il fratello che morì due anni dopo.
Arig Bek è anche noto per aver appoggiato la religione cristiana, secondo una tradizione che si rivelerà abbastanza costante presso i governanti mongoli.

## Genealogia
Figlio di Tolui e diretto discendente di Gengis Khan, Arig Bek ebbe tre mogli:
- El Chikmish Khatun, sua cugina degli Ongirrat figlia di Toralchi Guragan e Chachaygan
- Kutikta Khatun dei Naiman
- Kutlu Khatun dei Kunkirrat

I suoi figli di cui si abbia traccia furono:
- Yobukur Khan
- Malik Temur, giustiziato nel 1302
- Nairaku Buqa
- Chaluqan Aga, che poi si sposò con Nayanka Guragan
- Tammaci, figlio della concubina Eshitai dei Kunkirrat